# من در میدان گراسونور زندگی می‌کنم
من در میدان گراسونور زندگی می‌کنم (انگلیسی: I Live in Grosvenor Square) فیلمی در ژانر کمدی رمانتیک، جنگی، کمدی-درام، و پروپاگاندا به کارگردانی هربرت ویلکاکس است که در سال ۱۹۴۵ منتشر شد. از بازیگران آن می‌توان به آنا نیگل، رکس هریسون، دین جاگر، و رابرت مورلی اشاره کرد.